# カチ遊!?
カチ遊!?（カチゆう!?）は、高知県の地域密着型パチンコ、パチスロの情報誌で、高知県下のパチンコ店、掲載店、その他に設置されたスタンド式ラック等で無料配布されているフリーペーパー。

## 特徴
2007年11月25日準備号創刊。2009年現在、高知県で唯一のローカルパチンコ情報誌で、株式会社クロススタイルが編集、J&Nコーポレーション（2009年より株式会社アドホックカンパニーに改名）が発行するフリーペーパー月刊誌。毎月25日に発行され、高知県下のパチンコホール、掲載店、TSUTAYAなどに設置されたスタンドで無料配布されている。
尚、名前の由来は、土佐弁で「勝っている？」という意味からである。
表向きはパチンコ、パチスロを主とした専門情報誌ではあるが、従来のフリーペーパーに比べて幅広い読者層に合わせ、グルメ情報、イベント情報など幅広い内容を持ち、事実上はタウン誌に近い。代表的なパチンコ情報以外の企画として、2008年6月より、高知競馬場の女性騎手、別府真衣と森井美香による『みぃ&まいの競馬やろうぜ!!』などの連載がある。
本誌掲載の飲食情報だけを抜き出した『別冊カチっとたうん』が、高知駅のコンコースなどで配布されたことがある。

## マスコットキャラクター
タマランチ・ウィンウィン（デザイン：白佐木和馬）
パチンコ玉に身体がついたような宇宙人。頭に２本の釘の形をしたアンテナと入賞口のようなものがついており、興奮すると頭上に玉が出現し、入賞口に入る。この玉は股間袋にたまっていき、そのたまっていくスピードとジャラジャラという音でだいたいの興奮度が分かるらしい。
また、ウツボさんという謎の友達がいるらしい。
デザインは、ウゴウゴルーガのコーナー内キャラクター、ミカンせいじんなどで知られるキャラクターデザイナー、白佐木和馬。

## 配布部数・配布地域
- 配布部数：15,000部
- 配布地域：高知県下全域